# Screaming

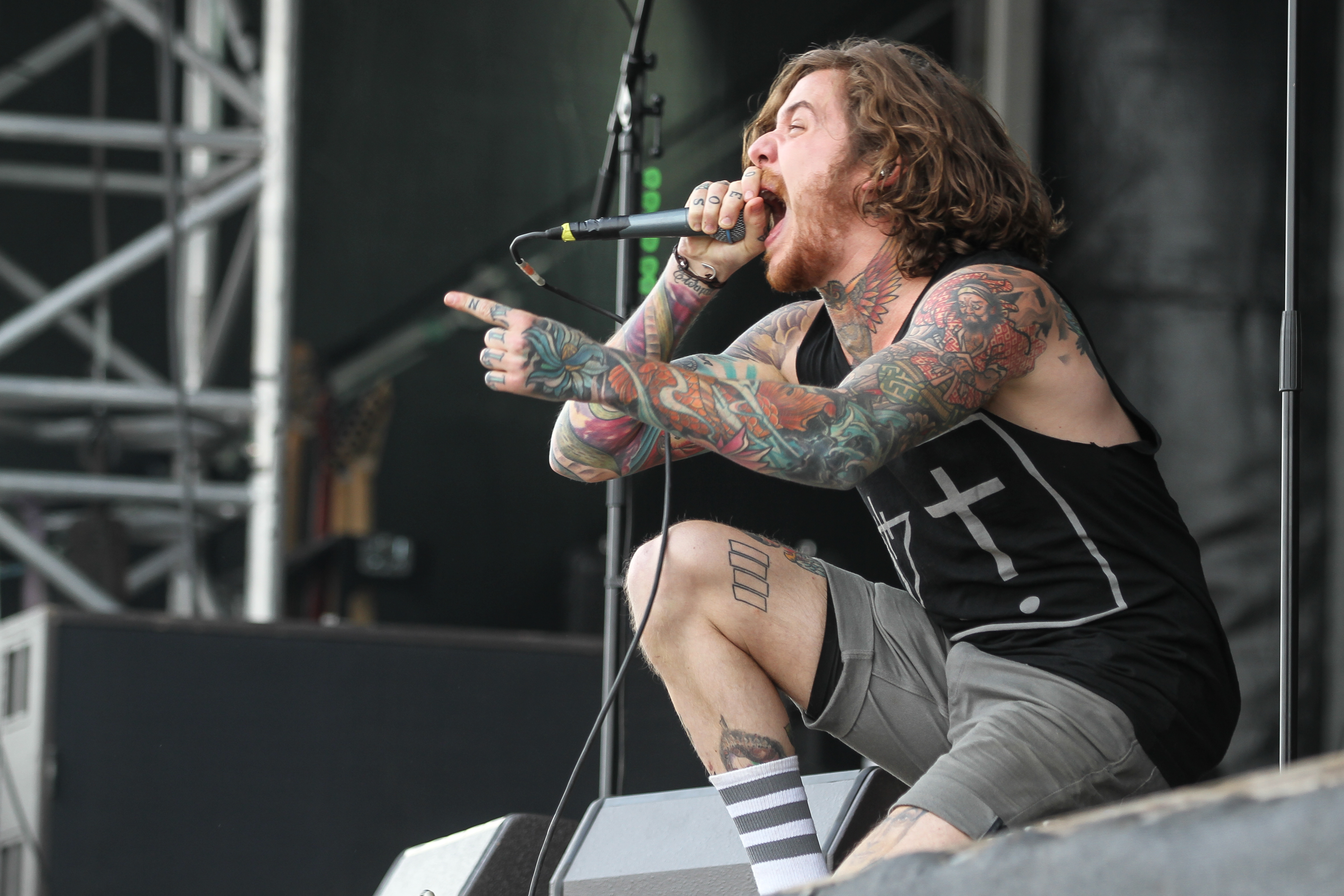
Mike Hranica dei The Devil Wears Prada mentre canta in scream

Lo  screaming o scream è una tecnica vocale tipicamente impiegata nei sottogeneri più estremi dell'heavy metal e dell'hardcore punk. 
I cantanti che usano lo screaming non gridano veramente, ma usano questa tecnica diaframmatica, poiché se cercassero di farlo veramente, cioè usando le corde vocali, queste ultime verrebbero gravemente danneggiate.
Il sottogenere del metal in cui lo screaming è più presente è il black metal, anche se in seguito altri generi, come il gothic metal, il death metal e le correnti nu metal e il metalcore, hanno iniziato a coinvolgere l'uso di questo particolare stile. Lo screaming è stato utilizzato anche in generi musicali che non appartengono al metal, come l'hardcore punk, il post-hardcore, lo screamo e vari altri.

## Tecnica
Lo screaming, utilizzato soprattutto nel black metal, è una voce urlata simile ad un urlo esasperato. Anche questa tecnica può essere eseguita sporcando il suono (e quindi grattando sulle corde vocali) o mantenendolo il più pulito possibile.
La linea vocale del black metal, sia in quello tradizionale che in quello melodico, viene chiamata scream ("to scream" in inglese significa "urlare") perché il cantato è molto raschiato, alto e sembra vagamente un urlo di rabbia o disperazione.

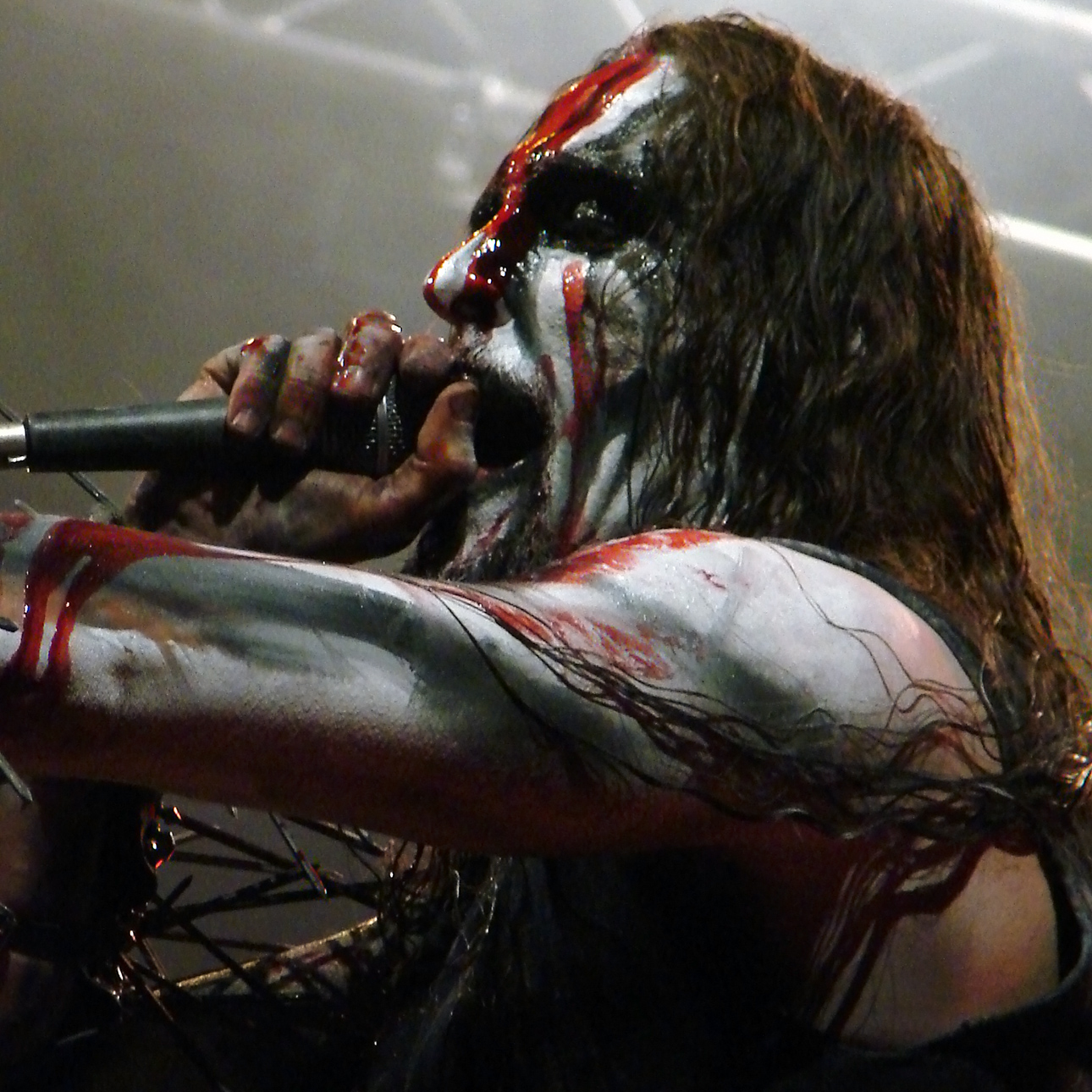
Gaahl, cantante melodico e death dei God Seed (ex-Gorgoroth)

Un validissimo esempio di scream può essere quello del defunto cantante dei Death (Chuck Schuldiner) nell'album The Sound of Perseverance, ma anche quello dei norvegesi Darkthrone, di Burzum (Varg Vikernes), di Attila Csihar e di Maniac dei Mayhem, di Abbath degli Immortal, di Ihsahndegli Emperor, di Satyr dei Satyricon, di Legion dei Marduk, di Gaahl dei Gorgoroth e molti altri. Quello di Tomas Lindberg, cantante degli At the Gates, oppure quello del defunto Valfar dei Windir. Particolare, poi, è lo scream di Dani Filth, cantante della band inglese symphonic black metal Cradle of Filth. Il suo è uno scream molto singolare, condiviso con Jon Kennedy degli Hecate Enthroned, in quanto vengono prodotte urla acutissime, le quali ricordano molto quelle dei bambini. In ambito depressive black metal è facile trovare delle ulteriori estremizzazioni dello scream del black metal tradizionale, come delle urla disperate miste a singhiozzi e lamenti, solitamente introdotti nel canto con tono molto teatrale: è molto noto il particolare scream di Nattramn, dei Silencer: tra gli altri esempi di voci scream di questo tipo ci sono band come Bethlehem, Gris e i progetti di Tim Yatras Austere e Woods of Desolation.
Questa tecnica per essere eseguita correttamente ha bisogno di mesi di sviluppo, se non anni. La tecnica più corretta secondo molti medici è quella detta del "fry scream", che non consiste nell'urlare ma in una modificazione del pitch diaframmatico attraverso la gola. Un esempio di fry screamer può essere Marilyn Manson oppure Randy Blythe dei Lamb of God, dall'album As the Palaces Burn in poi.

## Contaminazioni
È sempre più difficile oggi tracciare una linea di demarcazione netta tra lo screaming e il growl, due diversi stili di canto. Nei generi più recenti, quali nu metal, crossover o metalcore, si tende a fondere screaming e growl in un urlato dal timbro penetrante e decisamente dirompente (detto shout).
Un valido esempio possono essere l'impostazione vocale di Corey Taylor, voce degli Slipknot e degli Stone Sour, quella di Max Cavalera, leader dei brasiliani Soulfly e un tempo nei Sepultura e quella di Chuck Billy, cantante dei Testament. Un'altra valida alternativa è quella del "pigsqueal" (dall'inglese "grugnito del porcello"). La tecnica consiste nell'aspirare l'aria violentemente producendo una sonorità simile allo screaming ma indubbiamente molto più "rotonda e corposa", anche se viene considerata come una tecnica non "vera" da alcuni. La tecnica in questione risulta, comunque, assolutamente innocua per tutto l'apparato fono articolatorio, corde vocali comprese. È richiesto uno studio approfondito per un utilizzo live della tecnica e risulta molto scomoda per l'esecuzione di frasi lunghe.